# Claire Nouvianová
Claire Nouvianová (* 19. března 1974 Bordeaux) je francouzská environmentalistka, politička a filmová režisérka.
Vystudovala historii na Univerzitě Paříž IV a hovoří šesti jazyky. Pracovala jako novinářka a autorka přírodopisných dokumentů, její dokument Océanautes byl oceněn na festivalu Pariscience. Uspořádala výstavu o životě na dně oceánů pro pařížské Muséum national d'histoire naturelle.
V roce 2004 založila nadaci BLOOM, zaměřenou na ochranu mořských živočichů. Vydala knihu Abysses, v níž popsala, jak rybolov vlečnými sítěmi ničí hlubinné ekosystémy. Podařilo se jí přimět řetězec Intermarché, aby přestal prodávat ryby získané tímto způsobem, její mediální kampaň vedla k tomu, že v roce 2018 Evropský parlament přijal zákaz rybolovu vlečnými sítěmi. Nouvianová dále požaduje, aby se při komerčním rybolovu přestal používat elektrický proud.
Byla také jednou ze zakládajících osobností levicové a environmentalistické politické strany Place publique, později z ní však vystoupila. V diskusním pořadu stanice CNews se dostala do ostrého konfliktu s klimaskeptickou publicistkou Élisabeth Lévyovou, který vzbudil značný mediální ohlas.
V roce 2012 jí byla udělena cena Trophées des femmes en or a v roce 2018 Goldmanova cena.